# Erdbeben von Istanbul 2019
Das Erdbeben von Istanbul im Jahr 2019 war ein Erdbeben mit einer Magnitude von 5,7 Mw im Marmarameer rund 40 km südwestlich von Istanbul am 26. September 2019 um 13:59 Uhr lokaler Zeit (10:59 Uhr UTC). Eine Person starb infolge eines Herzinfarkts, 43 weitere wurden verletzt. Das Erdbeben war in den Provinzen Istanbul, Tekirdağ, Kırklareli, Kocaeli und Sakarya spürbar.

## Hintergrund
Die nordanatolische Verwerfungszone entstand durch eine Blattverschiebung an der nördlichen Kante der Anatolischen Platte an der Grenze zur Eurasischen Platte. Ungefähr 1500 km lang, verläuft die Anatolische Platte rund 20 km südlich von Istanbul durch das Marmarameer.
Das letzte große Erdbeben an der nordanatolischen Verwerfungszone fand am 17. August 1999 statt. Das Erdbeben von Gölcük (7,4 Mw) tötete 18.373 Menschen. Am 12. November 1999 folgte ein Erdbeben in Düzce (7,2 Mw), bei dem 845 Menschen getötet und 4.948 verletzt wurden.

## Verlauf
Drei Tage vor dem eigentlichen Hauptbeben gab es am 23. September ein Erdbeben der Magnitude 4,6 Mw im Südwesten von Istanbul. Zwei Stunden vor dem eigentlichen Beben erschütterte ein Erdbeben der Stärke 2,9 Mw die Stadt Silivri. Das Beben ereignete sich schließlich um 13:59 Uhr lokaler Zeit am westlichen Rand der Nordanatolischen Verwerfung unter dem Marmarameer in 6,99 km Tiefe als Blattverschiebung. Einige Quellen berichten von einer Magnitude von 5,7 Mw andere von 5,8 ML. Das Epizentrum lag vor der Küste von Marmara Ereğlisi und Silivri im Marmarameer.
Rund 25 Minuten nach dem Hauptbeben wurde ein Erdbeben mit einer Magnitude von 4,1 Mw aufgezeichnet. Mehr als 300 Nachbeben wurden aufgezeichnet.

## Schäden
Schulen und Krankenhäuser wurden nach dem Erdbeben evakuiert. Der Gouverneur von Istanbul, Ali Yerlikaya, verkündete, dass die Schulen einen Tag lang geschlossen bleiben würden. Die türkische Katastrophenschutzbehörde AFAD riet dazu, beschädigte Gebäude nicht mehr zu betreten. In einer ersten Stellungnahme sprach Präsident Recep Tayyip Erdoğan von acht Verletzten. Spätere Berichte gaben an, dass insgesamt 43 Personen hauptsächlich durch Panik verletzt wurden und eine Person mit bekannter Herzkrankheit aufgrund eines Herzinfarkts starb.
Der AFAD wurden mehr als 473 beschädigte Gebäude gemeldet. Ein Minarett der Hacı-Ahmet-Tükenmez-Moschee in Avcılar stürzte ein. In Balat wurden drei denkmalgeschützte Gebäude so schwer beschädigt, dass sie von der Gemeindeverwaltung wenige Stunden später abgerissen werden mussten. Die AFAD berichtete von Schäden an der Konstantinischen Mauer nahe der Biruni Üniversitesi, außerdem von Rissen an mehreren Gebäuden und Schäden an zwei Bauwerken in Sultangazi und Eyüp. Ein Gebäude in Şirinevler musste evakuiert werden.
Der Mobilfunk von Türk Telekom, Turkcell und Vodafone war aufgrund der Vielzahl der Sprachanrufe kurzzeitig gestört, das mobile Internet und das Festnetz funktionierten allerdings weiterhin. Starts und Landungen am Sabiha-Gökçen-Flughafen wurden kurzzeitig eingestellt, allerdings nach Inspektion der Start- und Landebahnen wieder freigegeben.